# Hållbart initiativ
Hållbart initiativ (Hi) är ett politiskt parti på Åland, bildat 2019.
Hållbart initiativ lanserades den 15 maj 2019 inför lagtings- och kommunalvalen på Åland i oktober 2019. Partiets mål är snabbare och mer bestämda åtgärder för hållbarhet och miljö.
Partiet grundades formellt den 17 juni 2019.  
Vid lagtings- och kommunalvalet på Åland 2019 erhöll partiet 2 mandat i Ålands lagting, två fullmäktigeplatser i Mariehamns stad samt en fullmäktigeplats i Lemlands respektive Hammarlands kommunfullmäktigen. 
I regeringsbildningen efter valet utsågs talespersonen Alfons Röblom till utvecklingsminister med ansvar för miljö-, energi-, plan-, bygg-, bostads-, och högskolefrågor. En befattning han hade fram till 12 oktober 2022 då Hållbart Initiativ lämnade Ålands landskapsregering. 
Vid lagtings- och kommunalvalet på Åland 2023 erhöll partiet 1 mandat i Ålands lagting, två fullmäktigeplatser i Mariehamns stad, två fullmäktigeplatser i Lumparlands fullmäktige, samt en fullmäktigeplats i Lemlands, Hammarlands och Kumlinges kommunfullmäktigen.
Den 5 juni 2022 antogs Hållbart initiativ enhälligt som medlem i European Green Party (EGP).